# Ваме Левараву
Ваме Левараву (енгл. Wame Lewaravu; 24. септембар 1983) професионални је рагбиста и репрезентативац Фиџија, који тренутно игра за француског друголигаша, екипу Коломиерс. За репрезентацију Фиџија, дебитовао је 19. маја 2007., у тест мечу против Самое. Одиграо је 4 утакмице за Фиџи на светском купу 2007., одржаном у Француској. У каријери је променио много италијанских, енглеских и француских тимова, а најзвучнији клуб за који је играо, био је енглески премијерлигаш Сејл за који је одиграо 26 утакмица и постигао 5 есеја. 